# کدرلاعمر

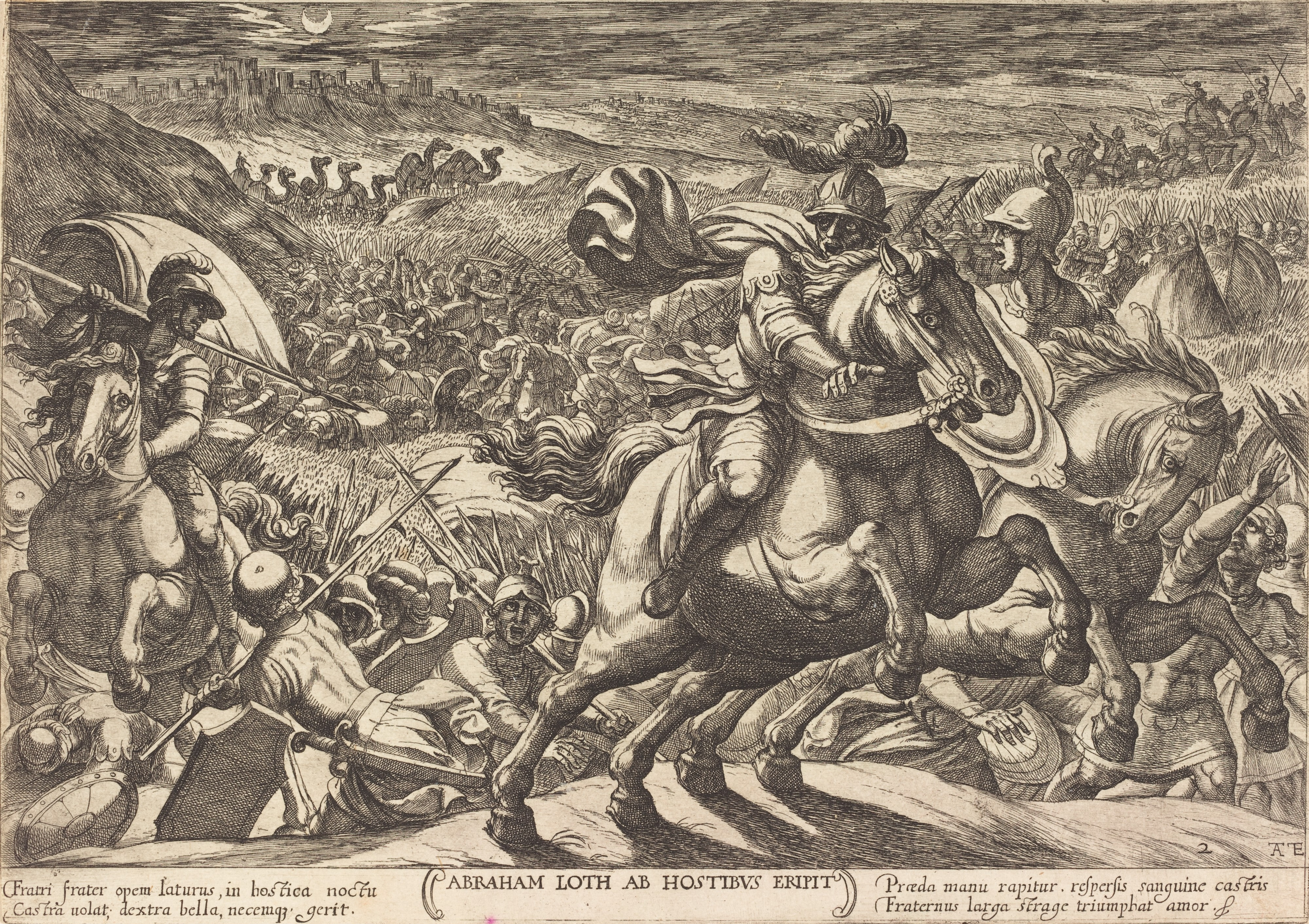
ابراهیم دشمنانی را که برادرزاده اش را نگه می دارند فراری می دهد

براساس باب ۱۴ سفر پیدایش کَدُرلاعُمَر (به عبری: כְּדָרְלָעֹמֶר) پادشاه عیلام بود. به روایت عهد عتیق او با سه شاه دیگر متحد شد تا شورش کنعانیان در زمان ابراهیم را سرکوب کند. پس از ۱۲ سال زندگی زیر سلطهٔ کدرلاعمر، مردم سدوم و گموراه برضد او شوریدند. در نبرد سیدیم، ابتدا کدرلاعمر و هم‌پیمانان پیروز بودند و وارد شهر سدوم و گموراه شدند. پس از غارت شهر، بسیاری از جمله لوط را به اسارت گرفتند. زمانی که خبر اسارت لوط به عمویش ابراهیم رسید، او یک گروه زبدهٔ ۳۱۸ نفری تشکیل داد و کدرلاعمر را تا شمال دمشق عقب راند و شکست داد.